# (84522) 2002 TC302
(84522) 2002 TC302 è un corpo minore del sistema solare appartenente alla regione del disco diffuso, al di là dell'orbita di Nettuno; la sua distanza dal Sole oscilla fra le 38,971 UA del perielio e le 71,221 UA dell'afelio. Non ha ancora un nome proprio, ed è noto tramite la sua designazione provvisoria. All'inizio del nome si trova il numero progressivo che ha ricevuto nell'elenco generale degli asteroidi.

## Storia
(84522) 2002 TC302 è stato scoperto il 19 ottobre 2002 nell'ambito del programma di ricerca NEAT, presso l'Osservatorio di Monte Palomar.

## Dati fisici
Si tratta di un oggetto  del disco diffuso di media grandezza. Le sue dimensioni risultano essere intorno ai 500 km di diametro; è quindi possibile che si tratti di un corpo dalla forma sferoidale, in equilibrio idrostatico, potenzialmente classificabile in futuro come pianeta nano.